# Mack Lobell
Mack Lobell est un cheval de course américain, trotteur de race standardbred, né en 1984 aux États-Unis et mort en février 2016. Il restera dans l'histoire pour être le premier à passer sous les 1'10 au kilomètre.

## Carrière américaine
Acquis yearling pour 17 000 dollars et surnommé "Mighty Mack", Mack Lobell régna sur les courses américaines durant trois années, remportant quasiment toutes les grandes courses du pays, même s'il échoua de peu dans sa quête de la Triple Couronne des trotteurs (vainqueur de l'Hambletonian et du Yonkers Trot, second de Napoletano dans le Kentucky Futurity). Il s'imposa également dans la Breeders' Crown des 2 ans, des 3 ans, dans le Nat Ray, la Breeders' Crown Open ou encore dans l'International Trot. Il fut élu cheval de l'année en 1987 et 1988, et meilleur 2 ans en 1986. Enfin, il abaissa de nombreux records du monde à tous âges, sur tous types de parcours. Le 21 août 1987, dans les Review Stakes à Springfield (Illinois), il devient le premier cheval de l'histoire à descendre sous la barre mythique des 1'10, en réalisant la réduction kilométrique, extraordinaire à l'époque, de 1'09"7 sur le mile.

## Le "March of Dimes"
En 1988, il étend sa domination au sprint européen en remportant l'Elitloppet à 4 ans, il reste le seul cheval (en 2024) à avoir réussi cet exploit- il n'a pas d'adversaire à sa mesure. Seul le Français Ourasi, qui cette année-là vient de s'adjuger un troisième Prix d'Amérique, peut lui contester le titre de meilleur trotteur du monde. Mais les deux champions n'évoluent pas dans la même sphère : Mack Lobell se cantonne à l'exercice du sprint sur piste plate, s'aventurant peu au-delà du mile (1 609 m), tandis que son lointain rival a fait de Vincennes, et de sa piste infernale pour les bolides américains (en raison de la montée et des distances des grandes épreuves, 2 100 m au minimum), sa forteresse imprenable. Si les rares incursions à l'étranger d’Ourasi furent couronnées de succès (toujours sur 2 100 m), et si son aptitude au mile avait été prouvée dans le Grand critérium de vitesse de la Côte d'Azur, qu'il allait remporter 4 fois, aucune confrontation avec la star américaine ne se profilait. Chuck Sylvester et John Campbell, l'entraîneur et le driver de "Mighty Mack", clamaient de leur côté que leur champion était le meilleur au monde, et qu’Ourasi ne saurait rivaliser avec lui. Tout au long de l'année 1988, ils firent monter la pression, accusant l'entourage d’Ourasi, qu'ils surnommèrent "the french poltron", de craindre la confrontation sur la piste.
Le défi était lancé, mais pour l'entourage de Mack Lobell, pas question de régler cette affaire de suprématie sur terrain neutre, encore moins à Vincennes. Les Américains imposèrent donc leurs conditions : le match devait se dérouler à domicile, dans les circonstances les plus avantageuses pour leur cheval - sur 1 609 mètres, piste plate. À Ourasi de cumuler les handicaps : un long voyage, et des conditions de courses qui ne lui étaient pas familières, lui qui n'avait jamais quitté l'Europe. Malgré la flagrante iniquité du challenge, Jean-René Gougeon, l'entraîneur-driver d’Ourasi, releva le défi, et en novembre fut organisé à Philadelphie le March of Dimes - "le match du siècle".
Faire s'affronter ces deux chevaux seuls pour les départager n'avaient pas de sens. Fut donc constitué dans une course dotée de 600 000 dollars, un plateau exceptionnel réunissant autour des deux cracks les meilleurs chevaux d'Amérique du Nord (Sugarcane Hanover, Napoletano, Scenic Regal…), ainsi que le Suédois Callit. La course déchaîna les passions, en raison de la rivalité entre les deux chevaux, sans doute parmi les tout meilleurs de l'histoire des courses. L'épreuve fut à la hauteur des espérances, réservant un finale complètement inattendu. Mack Lobell prit rapidement les choses en main, voulant s'imposer à la manière des forts, comme à son habitude. Son départ canon lui permit de se porter très vite en tête, tandis qu’Ourasi pointait à 9 longueurs à la fin du premier tournant. Mais dans la ligne d'en face le Français passa tout le peloton en revue pour se porter à la hauteur de son rival à l'amorce du dernier tournant. La ligne droite finale se résuma à un duel à couteaux tirés entre les deux cracks, l'Américain à la corde, flanqué à son extérieur par Ourasi qui peu à peu grignotait du terrain : tout comme les spectateurs présents sur l'hippodrome, les deux drivers, Gougeon et Campbell, ne se préoccupaient que de leur mano à mano, oubliant qu'ils n'étaient pas seuls en piste. Et quand finalement Ourasi terrassa Mack Lobell, il n'eut pas course gagnée pour autant : un troisième larron, Sugarcane Hanover, que tout le monde avait oublié, surgit du dos d’Ourasi et vint tirer les marrons du feu, gagnant la course sur le fil.

## Fin de carrière européenne
Acquis aux trois-quarts par un consortium suédois durant sa carrière (pour 6 millions de dollars) Mack Lobell s'installa définitivement en Europe à partir de 1989, même s'il s'offrit encore quelques trophées américains de temps à autre. Il remporta de nombreuses victoires sur le Vieux Continent, dont une deuxième édition de l'Elitloppet, le Hugo Abergs Memorial, ou encore le Grosser Preis von Bild. De quoi faire de lui le cheval de le plus riche de son époque, fort d'un compte en banque avoisinant les 4 millions de dollars.
Il se retira comme étalon en 1991 en Suède, connaissant un relatif succès. Il meurt en février 2016 après avoir été introduit au hall of fame du trot américain en 1998.

## Palmarès
États-Unis
- Breeders' Crown des 2 ans (1986)
- Peter Haughton Memorial (1986)
- Breeders' Crown des 3 ans (1987)
- Breeders' Crown Open (1988)
- Hambletonian (1987)
- International Trot (1988)
- Challenge Cup (1998, 1989)
- Nat Ray (1988)
- Statue of Liberty Trot (1988)
- 3e International Trot (1989)
- 3e Statue of Liberty Trot (1988)
- 3e Breeders' Crown Open (1989)
- 3e March of Dimes (1988)

 Suède
- Elitloppet (1988, 1990)
- Hugo Abergs Memorial (1989)

 Italie
- Championnat Européen (1989)
- 2e Grand Prix des Nations (1989)

 Allemagne
- Grosser Preis von Bild (1989, 1990)

 Finlande
- Prix Saint-Michel (1990)

 Pays-Bas
- 2e Prix des Géants (1989)

## Origines
| Origines de Mack Lobell | Origines de Mack Lobell | Origines de Mack Lobell | Origines de Mack Lobell |
| ----------------------- | ----------------------- | ----------------------- | ----------------------- |
| Père Mystic Park        | Noble Gesture           | Noble Victory           | Victory Song            |
| Père Mystic Park        | Noble Gesture           | Noble Victory           | Emily's Pride           |
| Père Mystic Park        | Noble Gesture           | Important               | The Intruder            |
| Père Mystic Park        | Noble Gesture           | Important               | Ilo Hanover             |
| Père Mystic Park        | Mystic Sign             | Speedster               | Rodney                  |
| Père Mystic Park        | Mystic Sign             | Speedster               | Mimi Hanover            |
| Père Mystic Park        | Mystic Sign             | Mystical                | Worthy Boy              |
| Père Mystic Park        | Mystic Sign             | Mystical                | Mystie Win              |
| Mère Matina Hanover     | Speedy Count            | Speedster               | Rodney                  |
| Mère Matina Hanover     | Speedy Count            | Speedster               | Mimi Hanover            |
| Mère Matina Hanover     | Speedy Count            | Countess Song           | Victory Song            |
| Mère Matina Hanover     | Speedy Count            | Countess Song           | The Viscountess         |
| Mère Matina Hanover     | Matora Hanover          | Nibble Hanover          | Calumet Chuck           |
| Mère Matina Hanover     | Matora Hanover          | Nibble Hanover          | Justissima              |
| Mère Matina Hanover     | Matora Hanover          | Mignon Hanover          | Spencer Scott           |
| Mère Matina Hanover     | Matora Hanover          | Mignon Hanover          | Madge Hanover           |